# Іжбулди
Іжбулди́ (рос. Ижбулды, башк. Ишбулды) — присілок у складі Зілаїрського району Башкортостану, Росія. Входить до складу Кашкаровської сільської ради.
Населення — 77 осіб (2010; 82 в 2002).
Національний склад:
- башкири — 100%